# Polyscias boivinii
Polyscias boivinii là một loài thực vật có hoa trong Họ Cuồng cuồng. Loài này được (Seem.) Bernardi miêu tả khoa học đầu tiên năm 1971.